# وليد أحمد السمكري
وليد أحمد السمكري مدير سلاح الصيانة الملكي لقوات الجيش الأردني مسؤولا عن دعم العمليات المستمرة للجيش. وخلال قيادته، خضعت وحدته لتغيير في تبني تنظيم عسكري حديث. وقد ساعد السمكري في الحصول على ال [ زسو]-4-23 [شيلكا] ( وهو نظام أسلحة مضادة للطائرات السوفييتية ) وال ك933]أوسا[( نظام صاروخي أرضي تكتيكي ) من روسيا والاتحاد السوفييتي السابق .و قد أثر في تحسين التعاون العسكري بين الأردن وتركيا. و قد تلقى تعليمه في تركيا وهو يتقن اللغة.